# Miss América Latina 2015
La 29° edición del Miss América Latina se celebrará el 12 de septiembre de 2015 en el Hotel Barceló Maya Beach Resort, dentro del cual se
encuentra el Barceló Maya Colonial en Riviera Maya, México. 23 candidatas de diferentes países y territorios autónomos compitieron por la corona de dicho certamen de belleza, donde  Yanire Ortiz de España coronó a Karla Monje de Estados Unidos Latina como su sucesora. 
La noche final fue conducida por el animador Venezolano Javier Rodríguez Parker siendo su primera aparición internacional.

## Desarrollo del Concurso
- jueves 3 de septiembre llegada y registros de las candidatas.
- viernes 4 de septiembre reunión de orientación del concurso y sesión de fotos para medios de comunicación.
- Sábado 5 de septiembre sesión de fotos y Gala de Miss Latina 2015
- Domingo 6 de septiembre días libre de las candidatas y actividades varias.
- Lunes 7 de septiembre, ensayos para la noche final.
- Martes 8 de septiembre ensayos y actividades varias.
- Miércoles 9 de septiembre ensayos, Preliminar en traje de Baño, Primera entrevista con el jurado y cena en el restaurante especial.
- Jueves 10 de septiembre, ensayos, preliminar en Traje de Gala.
- viernes 11 de septiembre, segunda entrevista con ele jurado, ensayo general en el teatro.
- Sábado 12 de septiembre, último ensayo general y Elección Final y Coronación.

## Resultado Final
| Resultado                    | País                                          | Delegada |
| Miss América Latina 2015     | - USA Latina                                  | - Karla Monje |
| Virreina América Latina 2015 | - Chile                                       | - Karina Jara Olave del Río                                                                                      |
| 1.ª. Finalista               | - Brasil                                      | - Dianine Nunes                                                                                                  |
| 2.ª. Finalista               | - Argentina                                   | - Valentina Ramasco                                                                                              |
| 3.ª. Finalista               | - Costa Rica                                  | - Lisbeth Tatiana Valverde                                                                                       |
| Semifinalistas (Top 10)      | - Canadá - España - Guatemala - Panamá - Perú | - Gabriela Martínez - Paloma Durán - Ilse Renate Klug Hengstenberg - Alexandra Arosemena - Carla Fiorella Vieira |

## Reinas Continentales
Sobre la base de logros académicos se otorgan los premios de reinas continentales a las delegadas de:
| Continente             | Candidata                     |
| Norte América y Caribe | Usa Latina - Karla Monje      |
| América Central        | Honduras - Nadia Morales      |
| Sur América            | Venezuela - Francis Fernández |
| Europa Latina          | España - Paloma Durán         |

## Trajes Nacionales
| Premio                   | País      | Ganadora                    |
| Mejor Traje típico       | Colombia  | Luisa Fernanda Trejos Arias |
| Mejor Traje de Fantasía  | Nicaragua | Katering Jarquin            |
| Mejor Traje más original | México    | Brenda Velasquez Haro       |

## Candidatas
- 26 candidatas concursaran en Miss América Latina del Mundo 2015.

| País                 | Candidata                     | Edad | Candidata    |
| -------------------- | ----------------------------- | ---- | ------------ |
| Argentina            | Valentina Ramasco             | 21   | Tucumán      |
| Australia            | Eva Giollo                    | 25   | Nebelan      |
| Belice               | Amairani Novelo               | 22   | Corozal      |
| Bolivia              | María Cristina Ayarde         | 25   | Santa Cruz   |
| Brasil               | Dianine Nunes                 | 23   | Vina         |
| Canadá               | Gabriela Martínez             | 19   | Toronto      |
| Chile                | Karina Jara Olave de Río      | 22   | Río Claro    |
| Colombia             | Luisa Fernanda Trejos Arias   | 21   | Armenia      |
| Costa Rica           | Lisbeth Tatiana Valverde      | 19   | Alajuela     |
| Ecuador              | María Belen Breilh            | 22   | Guayaquil    |
| España               | Paloma Durán                  | 26   | Andalucía    |
| España Latina        | Noemi Martínez                | 18   | Madrid       |
| Guatemala            | Ilse Renate Klug Hengstenberg | 23   | Coba         |
| Honduras             | Nadia Morales                 | 23   | La Selva     |
| Italia               | Geysi Álvarez Peña            | 21   | Italia       |
| México               | Brenda Velasquez Haro         | 19   | Puebla       |
| Nicaragua            | Katering Jarquin              | 20   | Managua      |
| Panamá               | Alexandra Arosemena           | 24   | Panamá       |
| Perú                 | Carla Fiorella Vieira         | 19   | Lima         |
| Portugal             | Adriana Conduto               | 21   |              |
| Reino Unido          | Sacha Lester                  | 23   | Teve         |
| República Dominicana | Dalila Capote García          | 19   | Puerto Plata |
| Uruguay              | Cecilia Ortega Paredes        | 24   | Durazno      |
| Usa Latina           | Karla Monje                   | 22   | Donald       |
| Venezuela            | Francis Fernández             | 21   | Caracas      |

### Retiros
- El Salvador
- Puerto Rico
- Paraguay
- Portugal - Geysi Álvarez Peña había sido anunciada como la representante de este territorio en el concurso y su perfil ya aparecía en la página web del concurso, pero fue retirada por razones desconocidas.
- Italia -  Adriana Conduta había sido anunciada como la representante de este territorio en el concurso y su perfil ya aparecía en la página web del concurso, pero fue retirada por razones desconocidas.

### Regresos
- Australia compitió por última vez en el 2011
- Belice compitió por última vez en el 2013
- Italia compitió por última vez en el 2013
- Reino Unido compitió por última vez en el 2013
- Uruguay compitió por última vez en el 2013

## Crossovers
- Algunas candidatas compitieron o competirán en algún otro certamen Internacional

Miss Intercontinental
- 2015:  Costa Rica: Lizbeth Valverde

Reinado Internacional del Cafe
- 2016:  Costa Rica: Lizbeth Valverde
- 2016:  Perú: Carla Vieira

Reinado Mundial del Banano
- 2014:  Guatemala: Ilse Renate Klug  (No Clasifico)

Miss Turismo Mundo
- 2014:  Guatemala: Ilse Renate Klug  (No Clasifico)

Miss Centroamérica
- 2014:  Costa Rica: Lizbeth Valverde (Ganadora)